# Wysznewe (rejon szepetowski)
Wysznewe (ukr. Вишневе) – wieś na Ukrainie, w obwodzie chmielnickim, w rejonie szepetowskim, w hromadzie Łenkiwci. W 2001 liczyła 472 mieszkańców, spośród których 465 wskazało jako ojczysty język ukraiński, 6 rosyjski, a 1 inny.